# Ilha Pepys

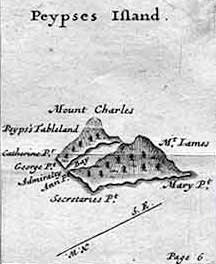
A ilha Pepys, descrita no livro Collection of Original Voyages, de 1699.

A ilha Pepys (54° 15' S 36° 45' O) é uma ilha fantasma, que disseram situar-se a  370 km ao norte das ilhas Malvinas. Foi descrita pela primeira vez pelo explorador e bucaneiro William Cowley em 1684, e que por erros de coordenada presumiu ser uma das ilhas Malvinas, dando-lhe o nome em homenagem a um almirante inglês cujo nome era Samuel Pepys. Outros observadores da viagem, como William Dampier, não se recordaram da ilha.
Diversas expedições tentaram localizar a ilha durante o século XVIII. Alguns, incluindo John Byron, identificam-na como senda as Malvinas, mas outros como Louis-Antoine de Bougainville, Lorde Anson e até mesmo o famoso capitão James Cook continuaram procurando até meados de 1780, quando foi noticiado que tudo não passou de um erro da expedição de Cowley.